# El Tremedal
El Tremedal es una pedanía o anejo de Solana de Ávila situado en el suroeste de la provincia de Ávila, Castilla y León, España. Actualmente tiene 12 habitantes: siete son varones y cinco mujeres.

## Historia
Las primeras menciones al núcleo poblado, según consta de la biblioteca del Seminario Diocesano de Ávila, son muy tardías, del siglo XV. En esos escritos se alude a él con términos confusos (Trame o Treme), hasta que un siglo más tarde se establece Tremedal como toponimia definitiva.
El nombre tiene, muy probablemente, su origen en el término castellano tremedal, que según el DRAE se corresponde con un "terreno pantanoso, abundante en turba, cubierto de césped" como el que efectivamente abunda en la zona (aunque mucho menos que antiguamente).
Las edificaciones actuales son del siglo XX, y predominan las paredes de barro y piedra de granito. La iglesia fue construida a finales del siglo XIX.
En 1977 el municipio de El Tremedal desapareció, al ser incorporado, junto con los de Santa Lucía de la Sierra y La Zarza, al término municipal de Solana de Béjar (denominado Solana de Ávila desde 1979) .

## Geografía
El Tremedal se halla situado al suroeste de la provincia de Ávila, cerca del vértice que forma con Cáceres y Salamanca, en una ladera del macizo Occidental de Gredos, siendo El Calvitero (2425 m), su punto culminante. Dicho macizo -y toda la montaña de su contorno- pertenecen a la Sierra de Gredos, una ramificación del Sistema Central. 
Dentro de su término tiene su nacimiento la garganta del Endrinal, afluente del río Tormes.

## Clima
El clima es mediterráneo continentalizado, con inviernos fríos y largos, y veranos cálidos y cortos. El cambio climático es apreciable en la zona: las grandes nevadas que se vivían hasta bien entrado el siglo XX no ven más que de forma excepcional; asimismo, a finales de siglo XX se empezó a perder, durante los veranos, la hasta entonces nieve perpetua en las zonas altas del término.

## Flora y fauna
La fauna es escasa, debido especialmente a la poca siembra. Abundan aves como la perdiz y mamíferos como el zorro y el jabalí. El lobo, tan abundante en otras épocas, desapareció por completo a mediados de siglo XX bajo la presión humana.
La vegetación es muy abundante en la parte baja del término, entre la que hay que destacar robles, alisos, sauces, olmos, castaños y saúcos. En la zona alta sólo se cría la escoba de sierra, arbusto que se puede encontrar en toda la zona. El crecimiento de la vegetación es especialmente lento debido a la brevedad de los veranos.

## Economía
Hasta mediados del siglo XIX la economía del pueblo se apoyaba básicamente en la ganadería trashumante. Aunque existían pastores propietarios de su ganado, la mayoría trabajaban para un patrón (el amo), de otros pueblos no demasiado alejados, como Candelario, Béjar o Plasencia. 
La agricultura se beneficiaba de la presencia de la Garganta del Endrinal, la única corriente de agua de consideración que tiene el término, fuente imprescindible para el regado de huertas y los abundantes pastos para la ganadería.
Como otras tantas zonas rurales españolas, en la década de 1960-70  se inició el despoblamiento al emigrar sus habitantes a la ciudad (de los 303 habitantes que se registran en 1920 pasa a la decena escasa en 2008). La escuela, abierta desde finales del siglo XIX, cerró definitivamente en 1973.

## Demografía
| Gráfica de evolución demográfica de El Tremedal entre 2000 y 2023                        |
|                                                                                          |
| Fuente: Instituto Nacional de Estadística de España - Elaboración gráfica por Wikipedia. |

## Gobierno y Administración
El Tremedal tuvo ayuntamiento propio (aunque el secretario lo compartían con Santa Lucía) hasta que en 1977 pasó a ser anejo de Solana de Ávila.

## Transportes
Está comunicado por carretera, con accesos desde el Barco de Ávila (AV-P-675) y Becedas (AV-P-681), ambas poblaciones a unos 12 km de distancia.

## Fiestas populares, cultura y turismo
La fiesta mayor del pueblo, en honor de La Virgen de las Nieves, se celebra cada año el día 5 de agosto. 
El pueblo cuenta con dos casas rurales, actualmente activas, el pueblo recibe numerosos visitantes, especialmente en verano. Sus casas y su entramado urbano, el monumento al pastor inaugurado el 1999,la choza hecha por Julián Sánchez García y la iglesia construida a finales del siglo XIX son sus principales encantos. En 1.985  se abrió al público un museo etnológico particular de Julián que actualmente es una vivienda de su familia.
En el año 2016 se publica la novela titulada Tremealos, escrita por Gabriel Barrios Martín, que versa sobre la vida de Julián Sánchez García, vecino del pueblo y pastor trashumante. En ella se recogen gran parte de la cultura y tradiciones no solo de El Tremedal sino de los pueblos de la zona.